# Стрелочный телеграф Александра Бейна

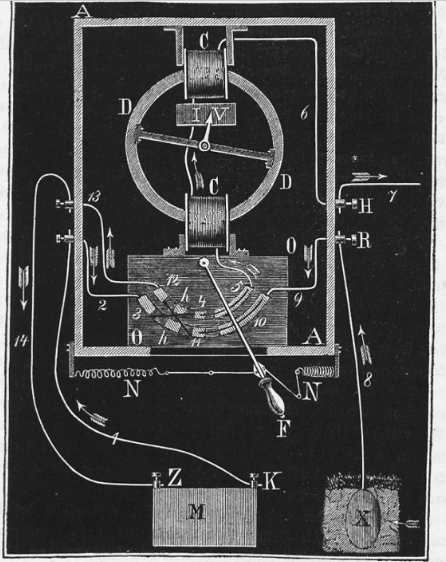
Стрелочный телеграф Бейна

Стрелочный телеграф был создан в 1843 году Александром Бейном. Он стремился придумать устройство, которое смогло бы потеснить на рынке телеграф Чарльза Уистона и Уильяма Кука. Использовался в 1845 году на железнодорожной линии Глазго-Эдинбург и в модифицированной версии с 1846 года на австрийских железных дорогах.

## История
В мае 1843 года Александр Бэйн создал стрелочный телеграф, в котором стрелка указывала на римские числа 1 (I) или 5 (V). Сигнал на телеграф шел по одному проводу, ток шел по двум катушкам, заставляя одну из них притягивать магнитную стрелку, а другую отклонять её. Электрический ток заставлял стрелку отклонятся в одну сторону, при перемене полярности тока стрелка отклонялась в другую сторону. Стрелка, указывающая влево, означала 1 (I), а указывающая вправо означала 5 (V). Для каждого символа была своя комбинация этих сигналов, так называемый телеграфный код Бэйна.
В 1845 на железной дороге между Эдинбургом и Глазго началась установка и испытания стрелочных телеграфов Бэйна, в итоге было установлено 8 аппаратов. Ещё его устройства были установлены в Шилдонском туннеле (Shildon Tunnel) на железной дороге между Стоктоном и Дарлингтоном (Stockton & Darlington Railway). Протяженность этой линии составляла всего лишь 1540 ярдов, и Александр получил 50 фунтов за использование своего патента.
Гораздо чаще это изобретение британского часовщика использовали в Австрии. В 1845 году советник австрийского правительства Андреас Баумгартнер (Andreas Baumgartner) отправился в Великобританию, чтобы изучить телеграфное дело. Андреас был влиятельным человеком, он управлял фарфоровыми и табачными предприятиями, а также первой австрийской железной дорогой (Kaiser Ferdinands Nordbahn). Среди прочих достопримечательностей Андреас посетил и железную дорогу между Эдинбургом и Глазго, и там он увидел стрелочный телеграф Бэйна. Изучив его работу и сопоставив его показатели с другими известными ему телеграфными системами, Андреас решил, что этот аппарат идеально подойдет для австрийских железных дорог. Австрийское правительство выкупило патент Бэйна, хотя подробности этой сделки неизвестны, и нет никаких свидетельств о том, был ли Александр Бэйн хоть раз в Австрии.
Испытания стрелочного телеграфа Бэйна проходили в Австрии с 1845 года, а чуть позже было учреждено Имперское Государственное Телеграфное Ведомство, которое положило аппарат Бэйна в основу своей системы. Австрийские инженеры модифицировали устройство, вместо указательной стрелки поставив боек и два звонка с разным звуком, а ещё немного упростили телеграфный код. К 1849 году на австрийских железных дорогах было установлено 1667 км телеграфных линий системы Бэйна, его аппараты работали на 23 станциях, их обслуживали 94 телеграфиста и 55 линейных монтеров. Но в следующем году австрийское правительство решило перейти на телеграф системы Морзе, хотя аппараты Бэйна работали на разных участках до 1886 года.